# Приборкання норовливої (фільм, 1929)
«Приборкання норовливої» (англ. The Taming of the Shrew) — американська комедійна мелодрама режисера Сема Тейлора 1929 року. Екранізація однойменної п'єси Вільяма Шекспіра.

## Сюжет
Багатий житель — Падуї Мінол Баптіста має двох дочок: смиренну тихоню і красуню Б'янку та справжню фурію й мегеру Каталіну. Батько не хоче віддавати молодшу дочку в шлюб доти, поки не одружиться старша. Але де знайти охочого? Якщо дівчина трощить все на своєму шляху і батогом заправляє, як справжній ковбой? На щастя, в місто перебуває Петручо з Верони, який замість захоплюючої подорожі вирішив знайти захоплююче заняття, приборкавши непокірну.

## У ролях
- Мері Пікфорд — Каталіна
- Дуглас Фербенкс — Петручо
- Едвін Максвелл — Баптіста
- Джозеф Которн — Греміо
- Клайд Кук — Груміо
- Джеффрі Вардвелл — Гортензія
- Дороті Джордан — Б'янка
- Чарльз Стівенс — Сервант